# Фульвета білоброва
Фульве́та білоброва (Fulvetta vinipectus) — вид горобцеподібних птахів родини суторових (Paradoxornithidae). Мешкає в Гімалаях і Південно-Східній Азії.

## Опис

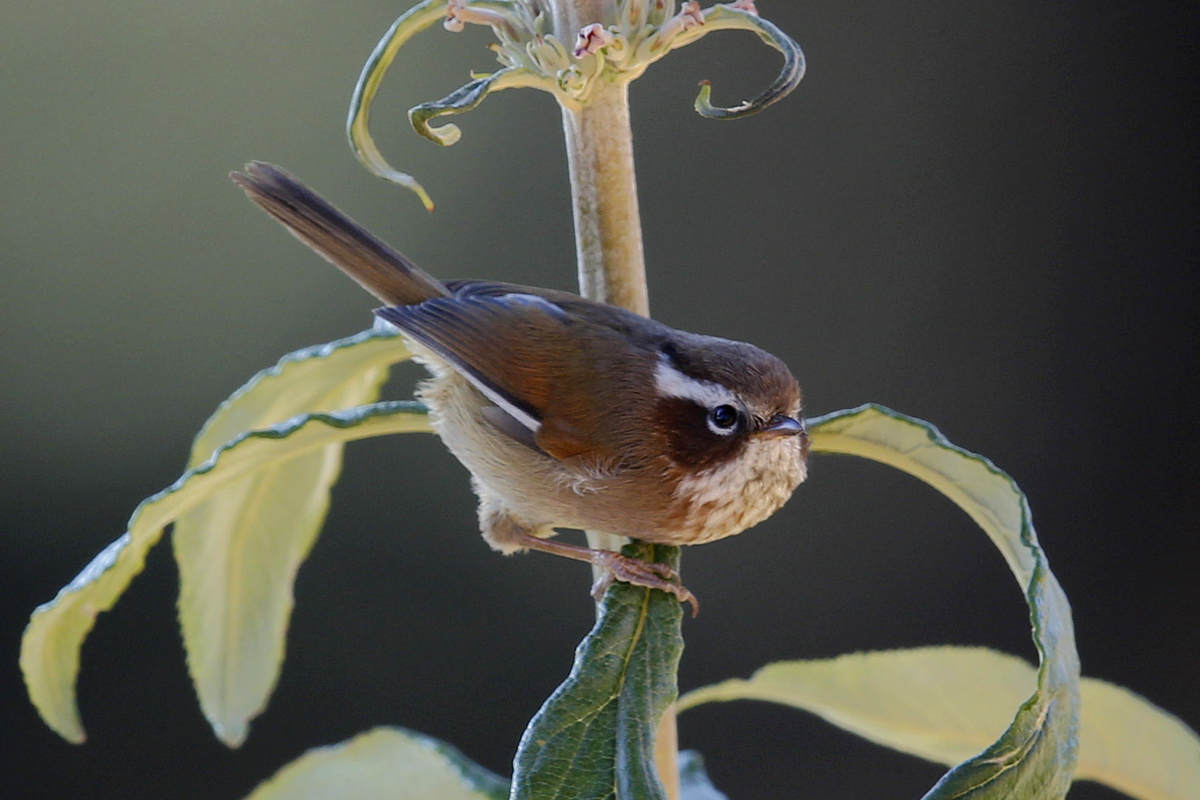
Білоброва фульвета

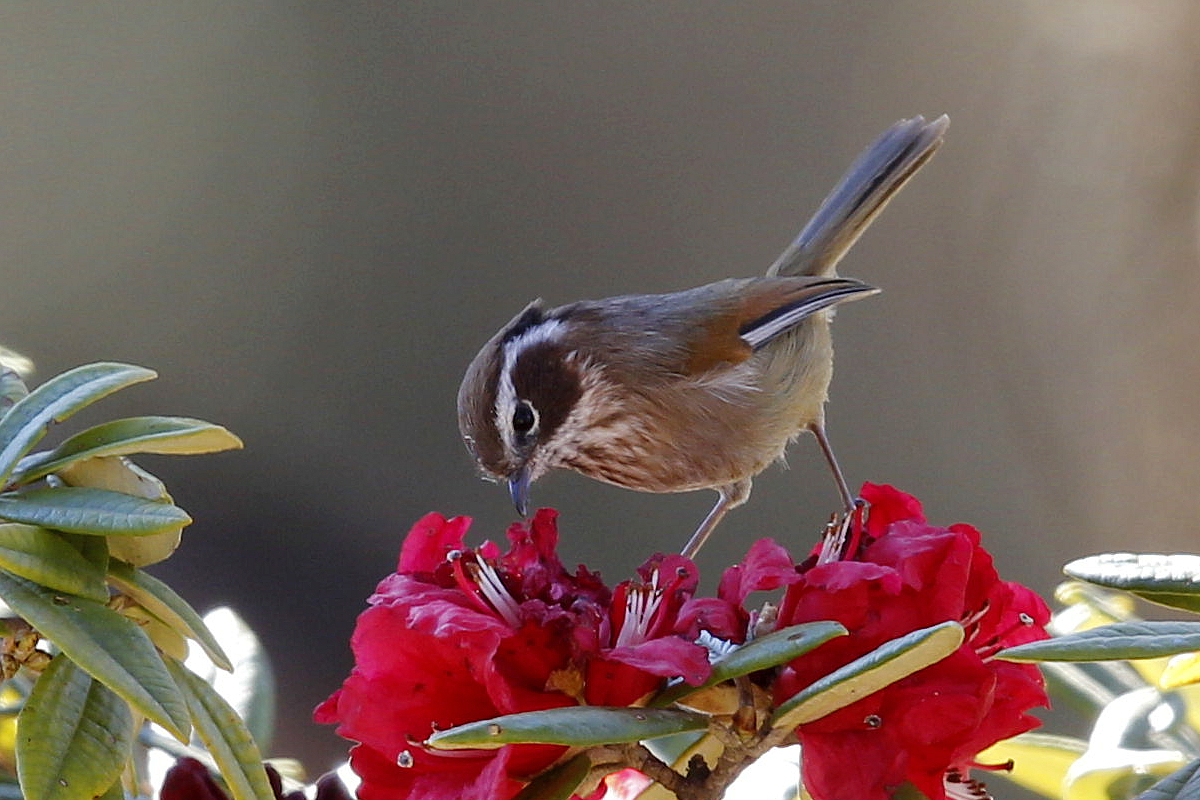
Білоброва фульвета

Довжина птаха становить 10,5-12 см, вага 8-13 г. Верхня частина тіла темно-коричнева, крила рудуваті, махові пера чорні з білими краями. Горло і нижня частина тіла білі, над очима широкі білі "брови".

## Підвиди
Виділяють вісім підвидів:
- F. v. kangrae Ticehurst & Whistler, 1924 — західні Гімалаї (від Кашміру до північно-західного Уттар-Прадешу);
- F. v. vinipectus (Hodgson, 1837) — центральні Гімалаї (західний і центральний Непал);
- F. v. chumbiensis Kinnear, 1939 — східні Гімалаї (від східного Непалу до Сіккіму, Бутану і південно-східного Тибету);
- F. v. austeni (Ogilvie-Grant, 1895) — Північно-Східна Індія (на південь від Брахмапутри) і північна М'янма;
- F. v. ripponi (Harington, 1913) — західна М'янма (гори Чін);
- F. v. perstriata Mayr, 1941 — північно-східна М'янма (Качин) і західний Юньнань;
- F. v. valentinae (Delacour & Jabouille, 1930) — північний В'єтнам (гора Фаншипан);
- F. v. bieti (Oustalet, 1892) — південь центрального Китаю (від Сичуаню до північно-західного Юньнаню і південно-східного Тибету).

## Поширення і екологія
Білоброві фульвети мешкають в Індії, Непалі, Бутані, Китаї, М'янмі і В'єтнамі. Вони живуть у вічнозелених гірських лісах та у високогірних чагарникових заростях. Зустрічаються зграйками до 20 птахів, на висоті понад 2000 м в Китаї, на висоті від 2300 до 4000 м над рівнем моря в Гімалаях. Іноді приєднуються до змішаних зграй птахів. Живляться переважно комахами, а також ягодами і насінням. Сезон розмноження в Гімалаях триває з квітня по липень, в Китаї з травня по червень. Гніздо відносно велике і глибоке, чашоподібне, зроблене з трави, бамбука, моху, корінців, розміщується в чагарниках або серед бамбукових заростей, на висоті від 0,9 до 2 м над землею. В кладці 2-3 яйця.